# Antonín Husák
Antonín Husák (1819 Ledčice – 20. března 1896) byl český římskokatolický kněz a politik, v 2. polovině 19. století poslanec Českého zemského sněmu, od roku 1874 jeden z prvních poslanců mladočeské strany.

## Biografie
V roce 1845 byl vysvěcen na kněze. Již před rokem 1848 se angažoval ve vlasteneckých kruzích. V roce 1851, kdy působil jako kaplan v Kvílicích, byl zatčen a odsouzen vojenským soudem na Hradčanech na 15 let. Převezen byl následně do pevnosti v tyrolském Kufsteinu. Na svobodu se dostal po amnestii v květnu 1857. Byl aktivní v národních spolcích, byl členem Matice české, spolku Svatobor a společnosti Českého muzea. Byl osobním známým českých politiků jako byl Karel Havlíček Borovský, Alois Pravoslav Trojan nebo Karel Sladkovský. Působil také jako děkan v Nymburku.
V 60. letech 19. století se zapojil i do zemské politiky. V zemských volbách v Čechách v lednu 1867 byl zvolen na Český zemský sněm v kurii venkovských obcí (volební obvod Slaný – Velvary – Libochovice). Mandát obhájil za týž obvod i v krátce poté konaných zemských volbách v březnu 1867.
V srpnu 1868 patřil mezi 81 signatářů státoprávní deklarace českých poslanců, v níž česká politická reprezentace odmítla centralistické směřování státu a hájila české státní právo. Čeští poslanci tehdy na protest praktikovali politiku pasivní rezistence, kdy bojkotovali práci zemského sněmu, byli za neomluvenou absenci zbavováni mandátů a pak opětovně manifestačně voleni. Husák takto byl zbaven mandátu pro absenci v září 1868 a zvolen znovu v doplňovacích volbách v září 1869. Za svůj obvod byl do zemského sněmu zvolen i v řádných volbách v roce 1870 a volbách roku 1872. Česká pasivní rezistence tehdy trvala a tak po zbavení mandátu následovalo zvolení v doplňovacích volbách v říjnu 1873.
Před doplňovacími volbami v červenci 1874 se ovšem dosud jednotná Národní strana (staročeská) rozštěpila. Skupina několika poslanců deklarovala, že pasivní rezistence vůči zemskému sněmu je neplodná a že po svém případném zvolení se aktivně ujmou svých mandátů. Poprvé tak jako samostatná politická síla vystoupila Národní strana svobodomyslná (mladočeská). Husák patřil mezi její stoupence. Ve volbách pak byl zvolen jako jeden ze sedmi prvních mladočeských poslanců. Do sněmu zasedl ve svém tradičním obvodu Slaný – Velvary – Libochovice.